# Albrecht Kossel
Ludwig Karl Martin Leonhard Albrecht Kossel (16. září 1853, Rostock – 5. července 1927, Heidelberg) byl německý lékař. V roce 1910 obdržel Nobelovu cenu za fyziologii a medicínu za výzkum v cytologii, zvláště proteinů a nukleových kyselin.

## Život
Narodil se v rodině pruského diplomata, roku 1872 začal studovat medicínu ve Štrasburku a 1878 v Rostocku promoval. Roku 1883 byl jmenován ředitelem Fyziologického ústavu v Berlíně, kde se stal také mimořádným profesorem. Od roku 1895 byl řádným profesorem fyziologie na univerzitě v Marburgu a od roku 1901 v Heidelbergu, kde přednášel až do roku 1924. Albrecht Kossel byl ženatý, s manželkou měli dceru a syna, později známého fyzika Walthera Kossela (1888–1956).